# Negozio di antiquariato

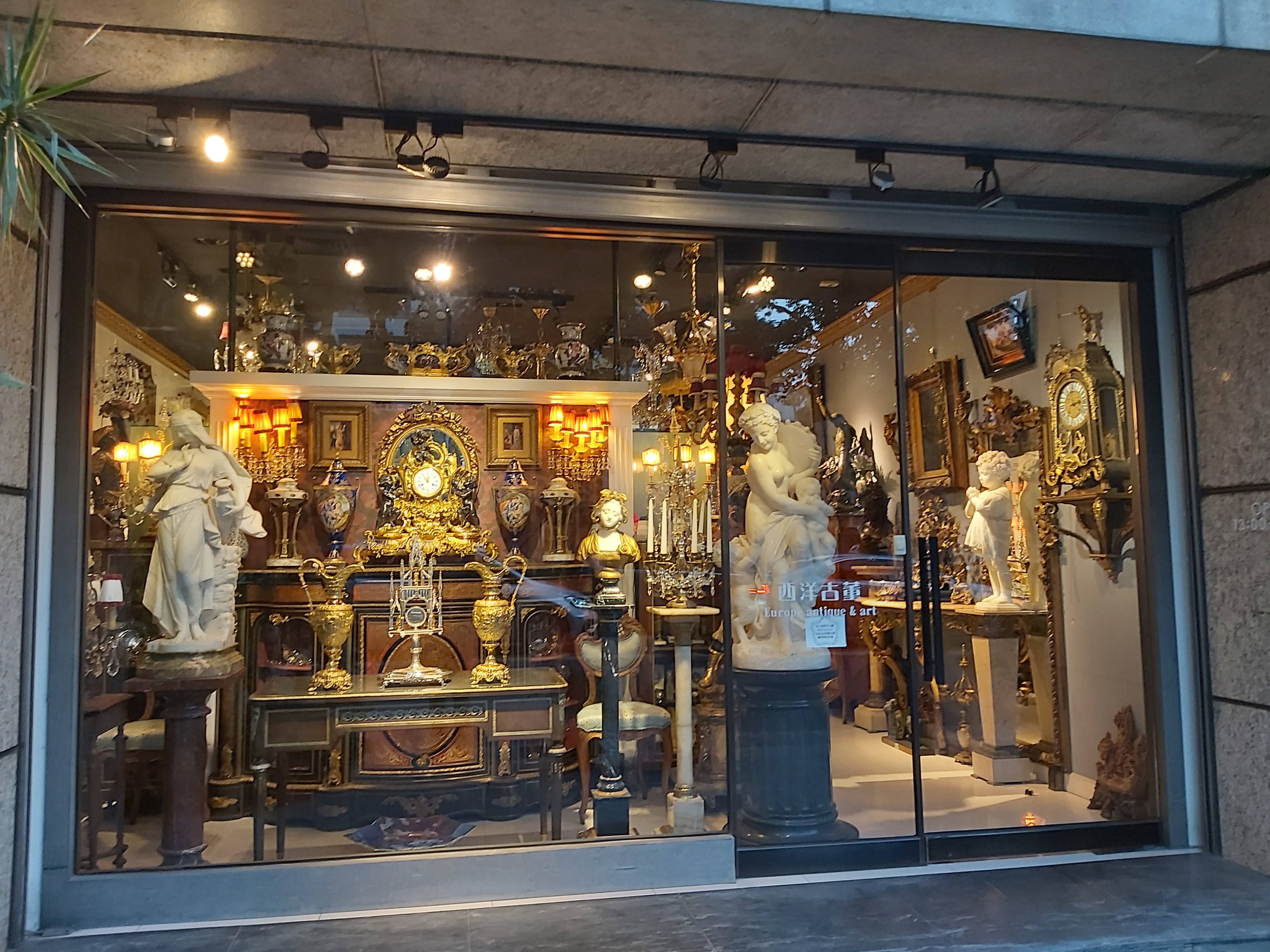
Un negozio di antiquariato del Distretto di Daan di Taipei.

Un negozio di antiquariato è un negozio al dettaglio specializzato nella vendita di antiquariato. I negozi di antiquariato hanno generalmente una sede fisica in cui la merce è conservata ed esposta, ma alcuni negozi di antiquariato sono online, e non hanno una sede per l'esposizione e la vendita al dettaglio.
Spesso i negozi di antiquariato sono raggruppati in luoghi vicini della stessa città. Le loro sedi, alcune volte, sono collocate all'interno di un centro commerciale specializzato in antiquariato oppure in "mercato dell'antiquariato", dove ogni venditore può aprire uno stand o una bancarella ed esporre i propri articoli in vendita. Questi mini-centri commerciali possono anche trattare merce in conto vendita.
Generalmente le scorte dei negozi di antiquariato provengono da aste, vendite immobiliari, mercatini delle pulci, vendite di garage, ecc. Molti articoli possono passare attraverso più antiquari lungo la catena di produzione prima di arrivare in un negozio di antiquariato al dettaglio. Per loro stessa natura, questi negozi vendono articoli unici e sono in genere disposti ad acquistare articoli, anche da privati. La qualità di questi articoli può variare da molto bassa a estremamente alta e costosa, a seconda della natura della merce trattata e della posizione del negozio.
I negozi di antiquariato possono essere specializzati in un particolare segmento del mercato, come mobili antichi o gioielli, ma molti negozi dispongono di un'ampia varietà di articoli.